# Prefabwoning

Bouw van een geprefabriceerd modulair huis.

Prefabwoningen ook wel geprefabriceerde huizen genoemd, zijn woningtypes die van tevoren op een externe locatie worden vervaardigd. Meestal in standaardsecties die gemakkelijk kunnen worden getransporteerd en gemonteerd.

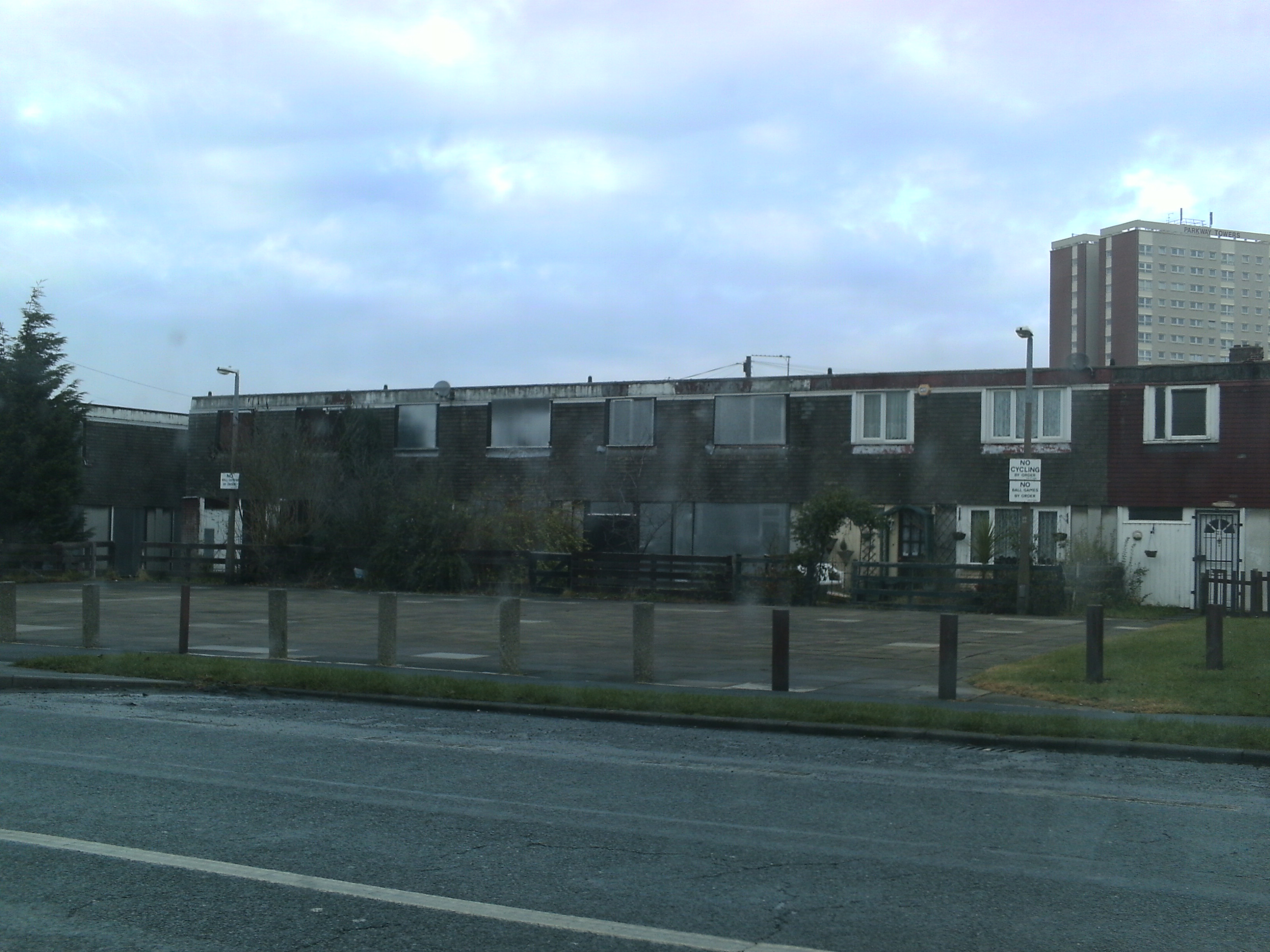
Onbewoonde geprefabriceerde sociale woningen in Seacroft, Leeds, Verenigd Koninkrijk

"Prefab" kan als term verwijzen naar gebouwen die zijn opgemaakt uit componenten. Die componenten bestaan dan uit panelen, modules (modulaire huizen) of verplaatsbare delen (geprefabriceerde huizen). Deze term wordt eveneens gebruikt om te verwijzen naar stacaravans, dat wil zeggen huizen op wielen. In de VS worden mobiele en gefabriceerde huizen gebouwd in overeenstemming met de HUD-bouwvoorschriften, terwijl modulaire huizen worden gebouwd in overeenstemming met de IRC (International Residential Code).
- Modulaire woningen worden gemaakt in afzonderlijke secties en worden daarna naar de bouwplaats vervoerd om te worden geassembleerd. Hoewel de delen van het huis al in de fabriek zijn gemaakt, worden ze op de bouwplaats samengevoegd, net zoals bij een gewoon huis.
- Gefabriceerde woningen worden gebouwd op stalen balken en komen als complete secties naar de bouwplaats, waar ze in elkaar worden gezet. Op de bouwplaats worden de wielen, trekhaak en assen verwijderd wanneer de woning op zijn definitieve plek staat.

## Oorsprong van het woord
Het woord "prefab" is een leenwoord uit het Engels. Prefab is een afkorting van het Engelse woord prefabricated. Dit woord dook voor het eerst op in 1951.

## Geschiedenis

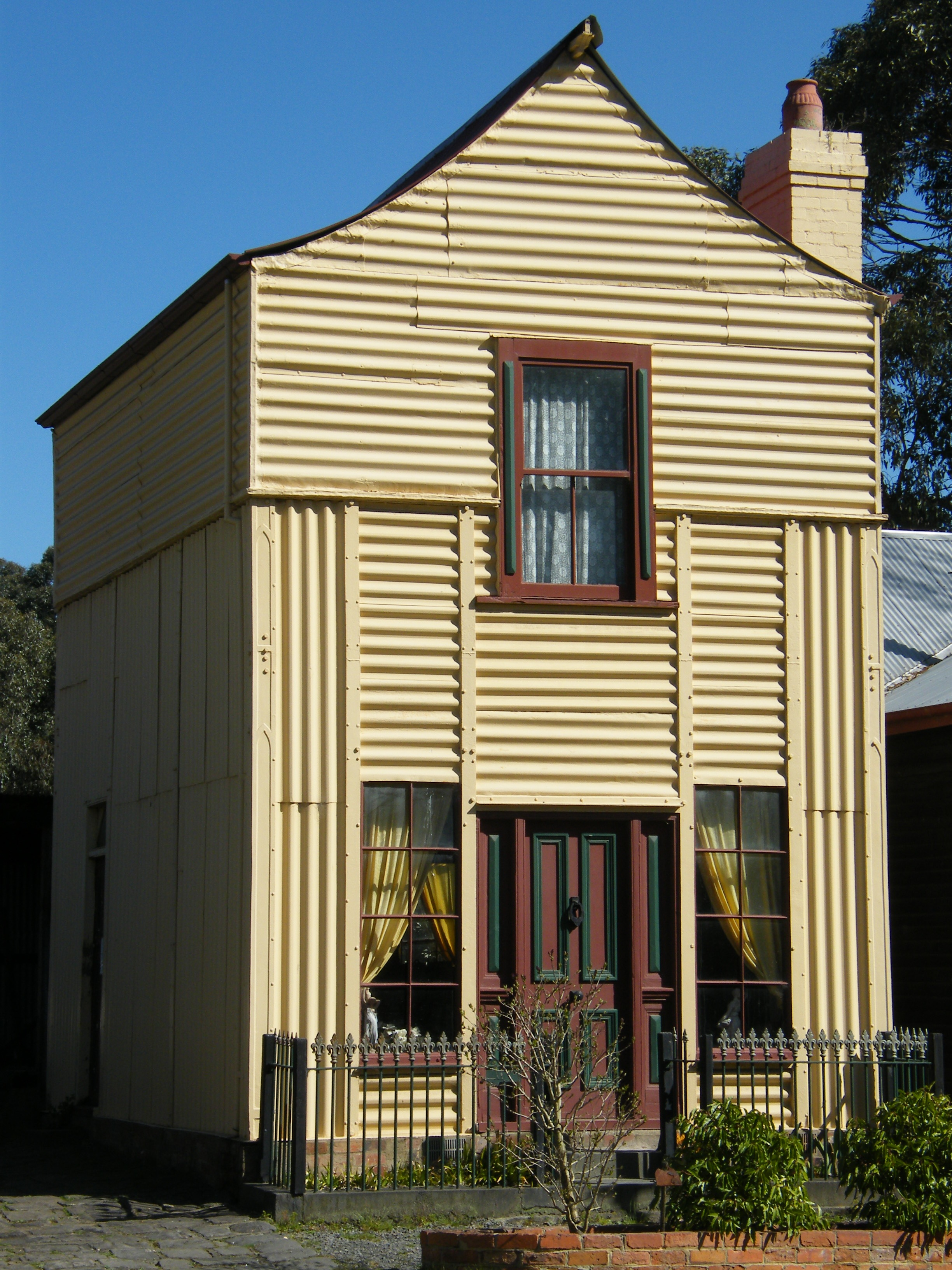
Historisch "Loren" Iron House, in Old Gippstown te Moe, Australië

De eerste vermelding van een geprefabriceerd gebouw was in 1160 tot 1170 door Wace, zoals bevestigd door Pierre Bouet. In de speciale uitgave van mei/juni 2015 van het Franse tijdschrift Historia sprak hij over een kasteel dat in 'kit'-vorm door de Noormannen werd vervoerd. Het epische gedicht van Wace genaamd Roman de Rou, verzen 6.516–6.526: "Ze haalden houten balken uit het schip en sleepten ze naar de grond. Toen bracht de graaf (graaf) ze, (de balken) al doorboord en geschaafd, gesneden en bijgesneden, de pinnen (onbewerkte pluggen / pluggen) al bijgesneden en in tonnen vervoerd, een kasteel gebouwd, er een gracht omheen laten graven en zo 's nachts een groot fort gebouwd."
In de 16e eeuw maakte keizer Akbar de Grote in India al gebruik van verplaatsbare constructies. Deze structuren werden opnieuw genoemd in 1579 door Arif Qandahari.
In de Verenigde Staten begonnen diverse bedrijven, waaronder Sears Catalog Homes, tussen 1902 en 1910 huizen aan te bieden via postorder. In de jaren dertig voerde het Forest Products Laboratory, een divisie van de US Forest Service, uitgebreid onderzoek uit naar prefabwoningen, inclusief de bouw van een huis voor de Madison Home Show in 1935. Dit onderzoek zette zich voort tot in de jaren zestig.
In de vroege jaren zestig werden betaalbare prefab-Leisurama-huizen, ontworpen door Andrew Geller, te koop aangeboden. Dit gebeurde via een tentoonstelling op de negende verdieping van Macy's in New York en de huizen werden ook tentoongesteld op de Wereldtentoonstelling van 1964 in New York. Het oorspronkelijke ontwerp was voor het eerst in 1959 in Moskou getoond, wat leidde tot het beroemde keukendebat tussen vicepresident Richard Nixon en de Sovjet-premier Nikita Chroesjtsjov. Tussen 1963 en 1965 werden meer dan 200 Leisurama-huizen gebouwd als onderdeel van het ontwikkelingsproject Culloden Point in Montauk (New York).

## Hedendaagse toepassing

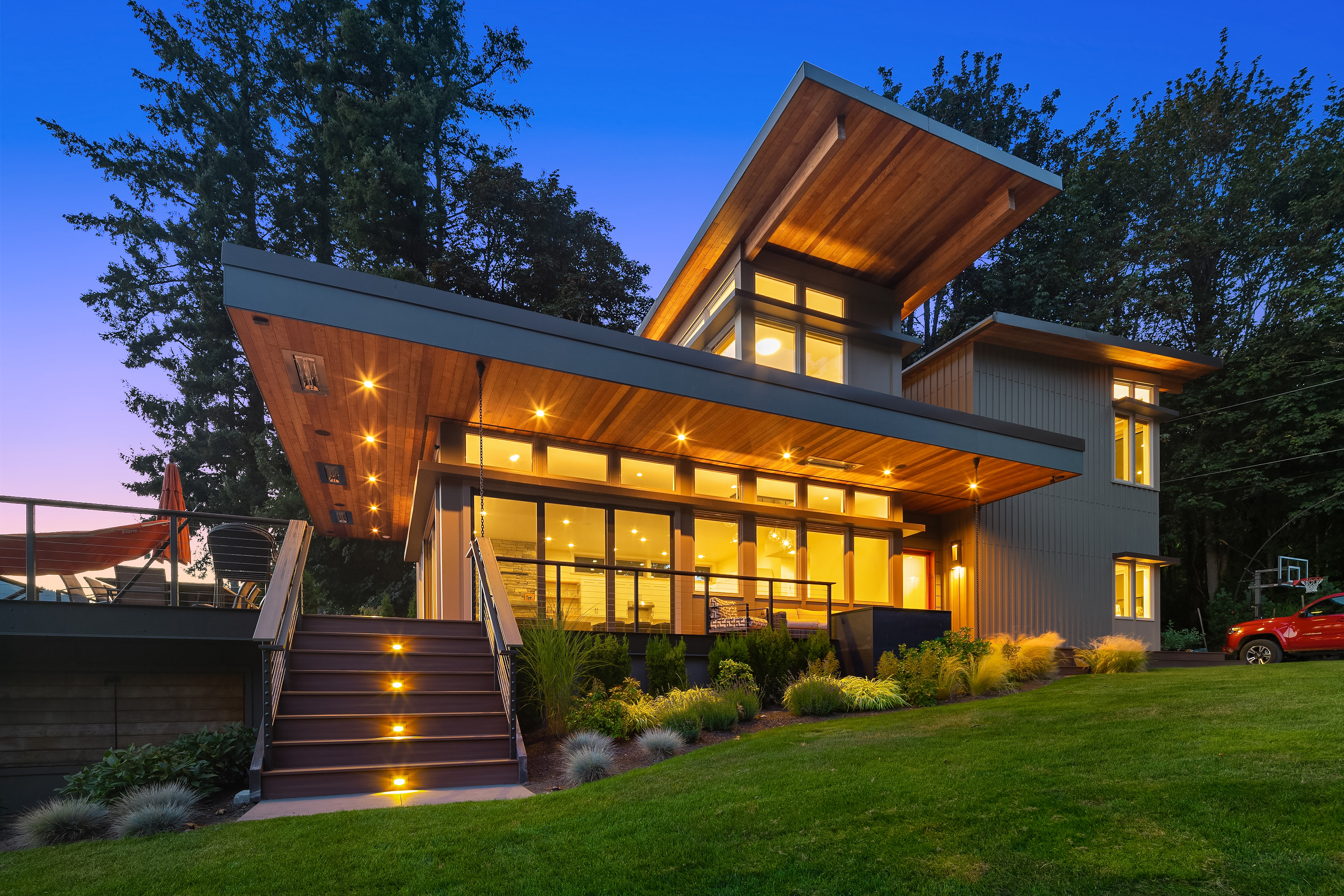
Een voorbeeld van een voltooid paneelhuis in Lake Whatcom, Verenigde Staten.

Op dit moment wordt de sector van prefab woningbouw verdeeld op basis van de gebruikte bouwmethode. Hedendaagse bedrijven richten zich voornamelijk op paneelvormige, modulaire en gefabriceerde woningontwerpen, waarbij er aanzienlijke overlap bestaat tussen deze bouwmethoden.

### Paneelvormige huizen
Paneelvormige huizen, ook bekend als systeemgebouwde huizen, fabriceren de belangrijkste structurele componenten van een huis, zoals muren, dak- en vloersystemen, in een externe fabriek. Hier worden de panelen gesneden met behulp van geautomatiseerde zagen en lasersnijders uit grote houten platen, wat resulteert in minder afval in vergelijking met huizen die ter plaatse worden gebouwd. Nadat de panelen zijn gesneden en gevormd, worden ze gestapeld en naar de bouwplaats vervoerd. Hier wordt het huis beetje bij beetje samengesteld op een manier die lijkt op de constructie van een traditioneel ter plaatse gebouwd huis.
Paneelwoningen worden doorgaans gezien als een compromis tussen traditionele woningen die ter plaatse worden gebouwd en volledig gefabriceerde prefab-woningen. Ze combineren de flexibiliteit van ter plaatse bouwen met de efficiëntie van prefabconstructies.

### Modulaire huizen
Modulaire woningen worden geconstrueerd met behulp van een systeem dat een stapsgewijs proces omvat. Moderne technologieën, zoals digitale 3D-modellering, worden nu toegepast, waardoor het mogelijk is om de bouw van tevoren te plannen en het proces efficiënter te maken.
Dit bouwtype is doorgaans tot 50% sneller en vereist tot 50% minder materialen dan conventionele of traditionele constructiemethoden. Men verwacht dat de wereldwijde markt voor modulaire bouw in 2028 een omvang zal hebben van 271 miljard dollar.

## Volgens regio

### Noord-Amerika

#### Verenigde Staten

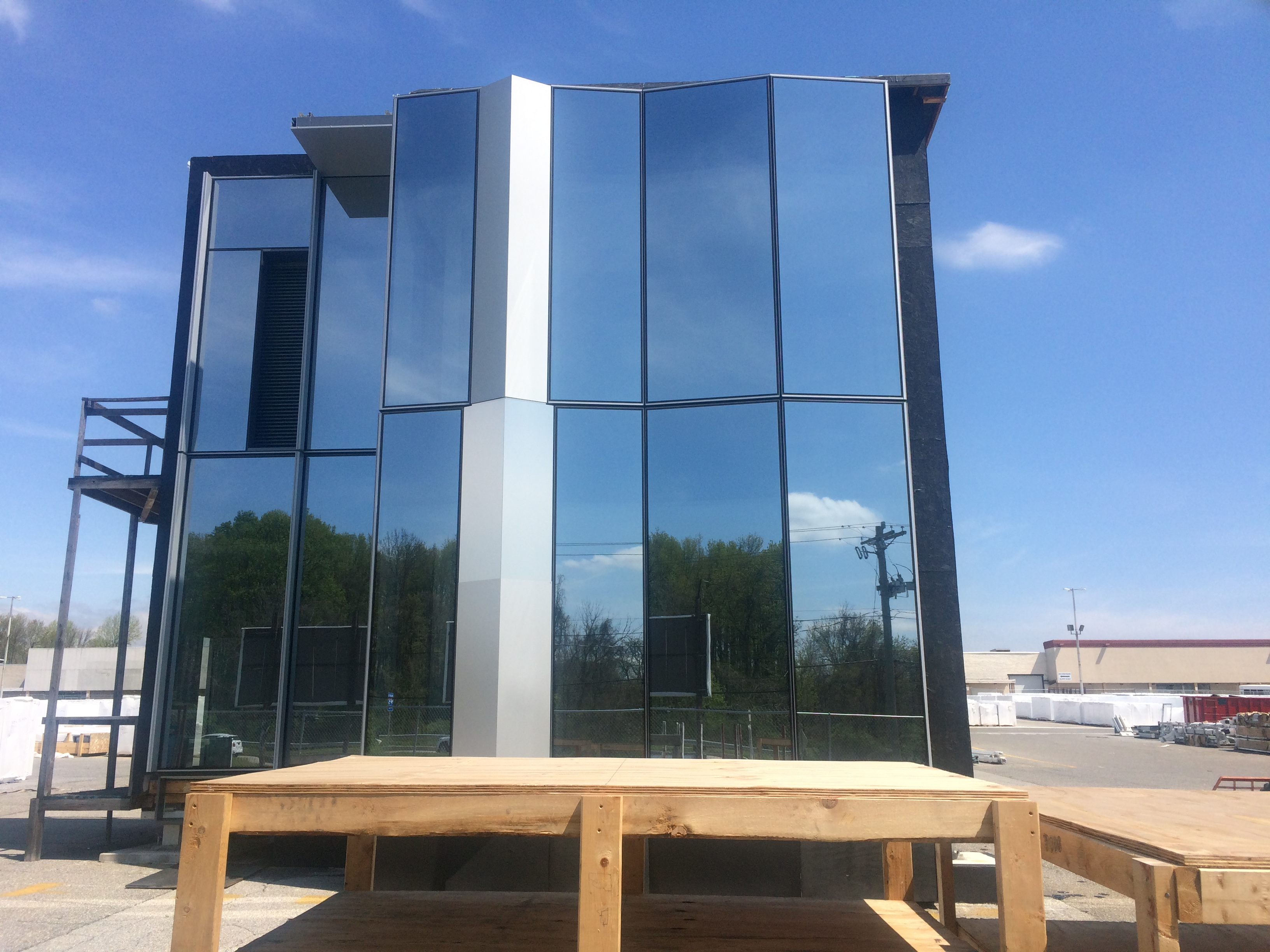
Geprefabriceerd woonproject in Claymont, Delaware

In 2020 vormden niet op locatie gebouwde eengezinswoningen (zowel modulair als paneelvormig) volgens gegevens van het Census Bureau Survey of Construction en de analyse van de NAHB slechts 3% van alle opgeleverde eengezinswoningen.

### Europa
Tussen de jaren 1945 en 1948 zijn er meer dan 156.000 prefab-woningen gebouwd in Groot-Brittannië.
In de jaren veertig creëerde de Franse ontwerper Jean Prouvé een aluminium prefabwoning genaamd Maison Tropicale, bedoeld voor Afrika.
Na de Tweede Wereldoorlog, tot 1948, bouwde Sell-Fertighaus GmbH meer dan 5.000 geprefabriceerde huizen in Duitsland voor de bezettende macht van de Verenigde Staten.

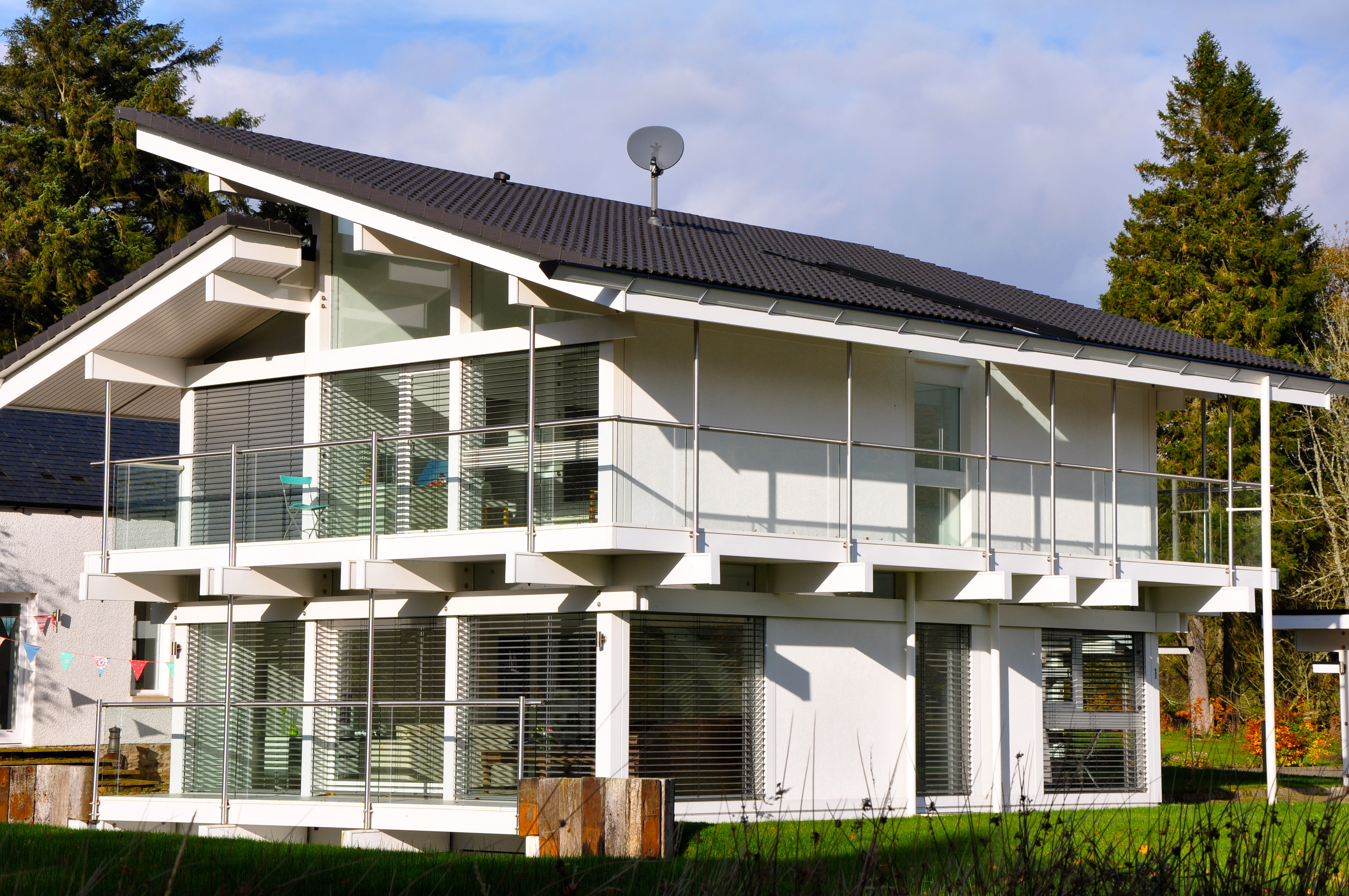
Huf Haus van Duitse makelij nabij West Linton, Schotland.

#### Verenigd Koninkrijk

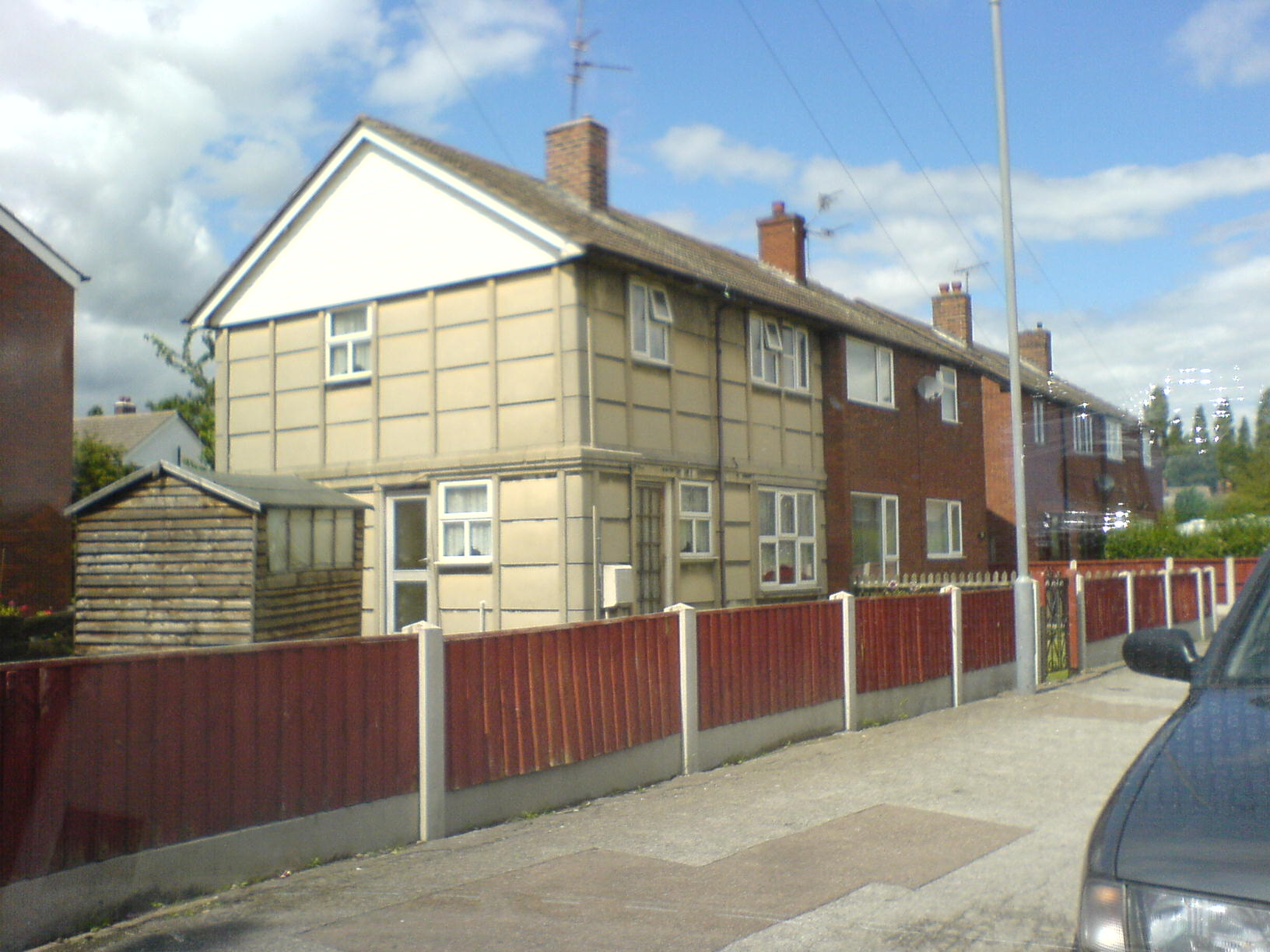
Een Engels geprefabriceerd huis uit de periode na de Tweede Wereldoorlog, grenzend aan een soortgelijk pand, gereconstrueerd in baksteen.

In het Verenigd Koninkrijk wordt het begrip "prefab" vaak gelinkt aan een specifiek type geprefabriceerde woning dat na de Tweede Wereldoorlog in grote hoeveelheden werd gebouwd, zoals Airey-huizen, als tijdelijke vervanging van woningen die door bommen waren verwoest, vooral in Londen.
Hoewel deze huizen oorspronkelijk bedoeld waren als strikt tijdelijke oplossing, bleven velen nog jaren en zelfs decennia bewoond, ook nadat de oorlog was afgelopen. Een aantal van deze woningen wordt in de 21e eeuw nog steeds gebruikt, maar steeds meer worden gesloopt.
In 2011 werd bekendgemaakt dat het grootste overgebleven prefab-landgoed van Groot-Brittannië, bestaande uit 187 woningen in Lewisham, Zuidoost-Londen, opnieuw zal worden ontwikkeld, waarbij slechts zes woningen behouden blijven.
Tijdens de Eerste Wereldoorlog werden er eveneens prefabwoningen gebouwd, zoals de nog steeds bewoonde huizen in Austin Village, Birmingham.
De meest recente variant van dit huisvestingsconcept is te vinden in de vorm van een ontwikkeling van 36 appartementen genaamd y:cube, gecreëerd door de YMCA in Mitcham, Zuid-Londen. Ilke Homes, gevestigd in Knaresborough, bouwt modulaire woningen met 2 en 3 slaapkamers die in slechts 36 uur kunnen worden opgezet.

#### België en Nederland
Na de Tweede Wereldoorlog nam het gebruik van prefabelementen in de bouw gestaag toe, wat wordt beschouwd als het begin van modulaire bouw in Nederland. In de jaren '80 was Portakabin het eerste bedrijf dat in Nederland begon met modulaire bouw, aanvankelijk met containermodules voor tijdelijke accommodaties. Door voortschrijdende technologische ontwikkelingen is het nu mogelijk om allerlei soorten elementen en modules te produceren.
In België ontstonden de eerste prefabprojecten als reactie op de vraag vanuit de landbouwsector naar betonnen prefabloodsen. Ondernemer Charles Valcke, een van de pioniers in de prefab-bouw in België, speelde hier als een van de eerste ondernemers op in.

Beelden van transport prefab woningen, via het Albertkanaal naar haven Oudeschild. Project De Tuunen in Texel.

In België heeft de prefab-bouwmethode geleidelijk aan haar intrede gedaan in de particuliere vastgoedmarkt. Na haar oorsprong in industriële en agrarische toepassingen, begon prefabconstructie zich uit te breiden naar particulieren woningen.
In 2018 werd een verplaatsbaar dorp gebouwd voor het Nederlandse waddeneiland Texel. Het Belgische bouwbedrijf Skilpod bouwde hiervoor een geautomatiseerde fabriek waar één kant-en-klare woning per dag van de band rolde.
In Nederland bestaat 25% van de nieuwe woningen uit prefab-elementen, terwijl dit percentage in België slechts 2% bedraagt.

### Australië en Azië
In 2010 werden er 98.417 prefabhuizen geëxporteerd vanuit Bali. Echter, in 2011 daalde dit aantal drastisch tot 5.007 eenheden als gevolg van de wereldwijde economische vertraging die verschillende exportbestemmingen trof. Deze prefabhuizen uit Bali staan bekend om hun kunstzinnig ontwerp en praktische waarde.